# Nokia Lumia 1020

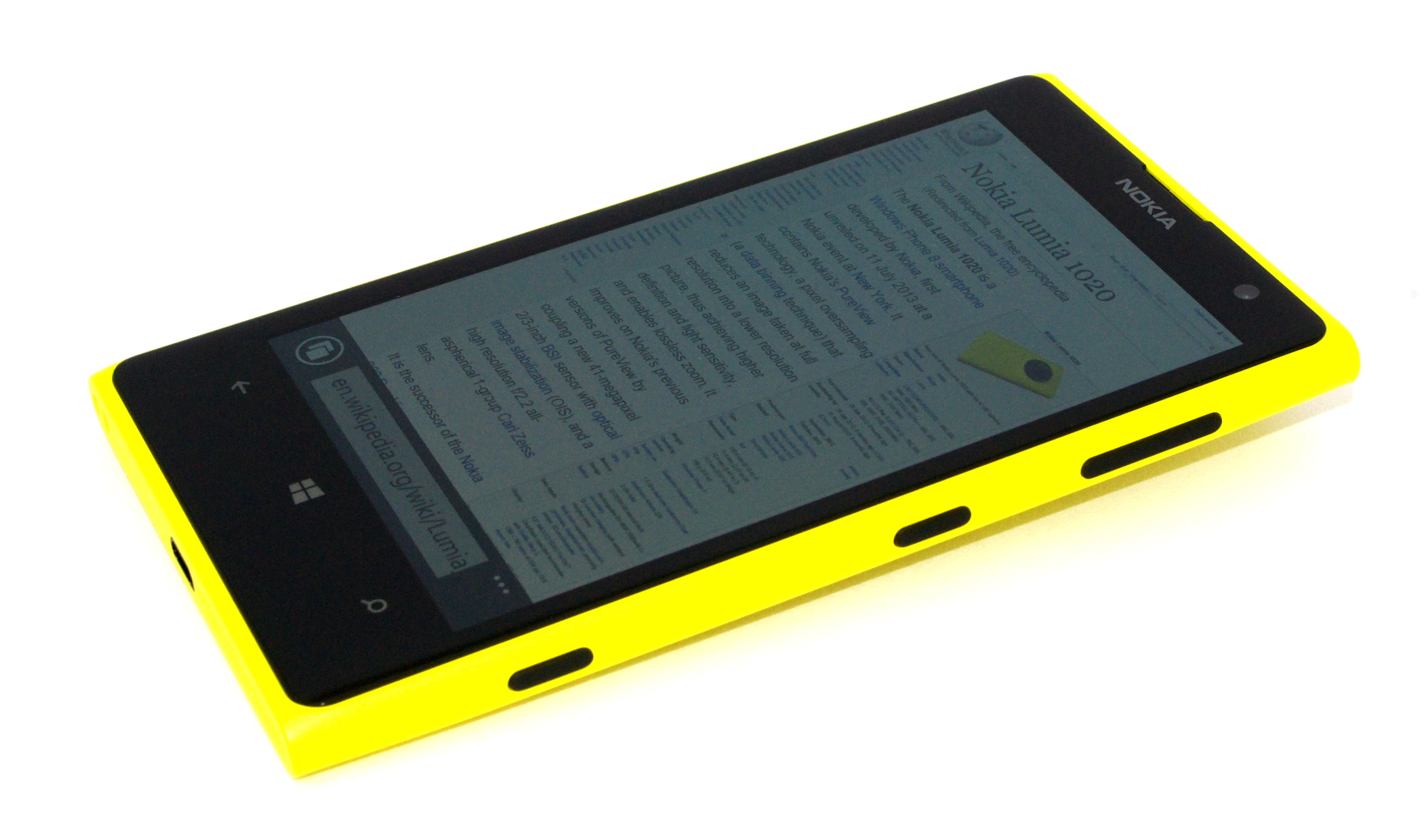
Nokia 1020

Nokia Lumia 1020 är en Windows Phone-baserad smartphone som tillkännagavs den 11 juli 2013 av Nokia. Lanseringen i USA skedde den 26 juli 2013, medan lanseringen i Sverige fick vänta till 17 oktober 2013.
Nokia Lumia 1020 är Nokias andra modell med 41-megapixelsensor, men den första modellen med Windows Phone att ha en sensor med denna kapacitet. Den föregående modellen är den Symbian-baserade modellen Nokia 808 som  lanserades år 2012.

## Sladdlös laddning
Mobilen har stöd för sladdlös laddning enligt Qi-standard via en laddningsplatta, förutsatt att den utrustas med ett särskilt skal.

## Kamera
Nokia Lumia 1020 har en kamerasensor med 41 megapixel, precis som för Nokia 808. Jämfört med Nokia 808 har sensorn i Nokia Lumia 1020 bland annat följande förändringar:
- mindre fysisk storlek (1/1,5" jämfört med 1/1,2")
- adderar BSI
- adderar optisk bildstabilisator (OIS)
- f/2,2 (1020) jämfört med f/2,4 (808)
- har 6 stycken linselement

Intill sensorn finns en Xenon-blixt och en LED-videolampa precis som på Nokia 808.

## Design
Lumia 1020 har en design som är snarlik Nokia Lumia 920, med skillnaden att kameradelen upptar en stor del av mobilens baksida.
Tre olika färgval annonserades i juli 2013: gult, vitt och svart.

## Specifikationer
Nokia Lumia 1020 har specifikationer som i princip är samma som för den äldre Lumia 920, men med några få huvudsakliga justeringar:
- dubbelt så mycket arbetsminne
- betydligt bättre kamera
- Qi-laddning ej inbyggd, men kan adderas via tillbehör
- cirka 15 procent lägre vikt (158 gram jämfört med 185 gram)

Urval av specifikationer för Lumia 1020
- System: Windows Phone (version 8.0)
- Skärm: 4,5 tum kapacitiv pekskärm med 1280 × 768 pixlar
- Mobilnät: LTE (100/50 Mbps), Turbo-3G (42/5,76 Mbps) och GSM
- Lokala anslutningar: Wifi (11 a/b/g/n), Bluetooth och USB
- Kamera, primär: 41 megapixel (stillbilder) och 1080p (video)
- Kamera, sekundär: 720p (video)
- Processor: Dual 1,5 GHz Snapdragon S4
- RAM: 2 GB
- Lagring: 32 GB
- Minneskortplats: nej (saknas)
- Positionering: GPS, Glonass
- Batteri: 2 000 mAh
- Mått: 130,4 × 71,4 × 10,4 mm
- Vikt: 158 g